# Biologija u 1958.
◄◄ | ◄ | 1955. | 1956. | 1957. | 1958.  | 1959. | 1960. | 1961. | ► | ►►
Arhitektura • Astronautika • Astronomija • Biologija • Film • Fotografija • Glazba • Kazalište • Kemija • Kiparstvo • Knjige • Književnost • Kršćanstvo • Meteorologija • Medicina • Planinarstvo • Politika • Pravo • Promet • Slikarstvo • Strip • Šport • Televizija • Znanost • Zrakoplovstvo • Željeznički promet
Biologija u 1958.

## Svijet

### Smrti
- 2. svibnja − John Reed Swanton, američki antropolog i jezikoslovac (* 1873.)

## Vanjske poveznice
|  | Zajednički poslužitelj ima još gradiva o temi Biologija |